# هیرانو ناگایاسو

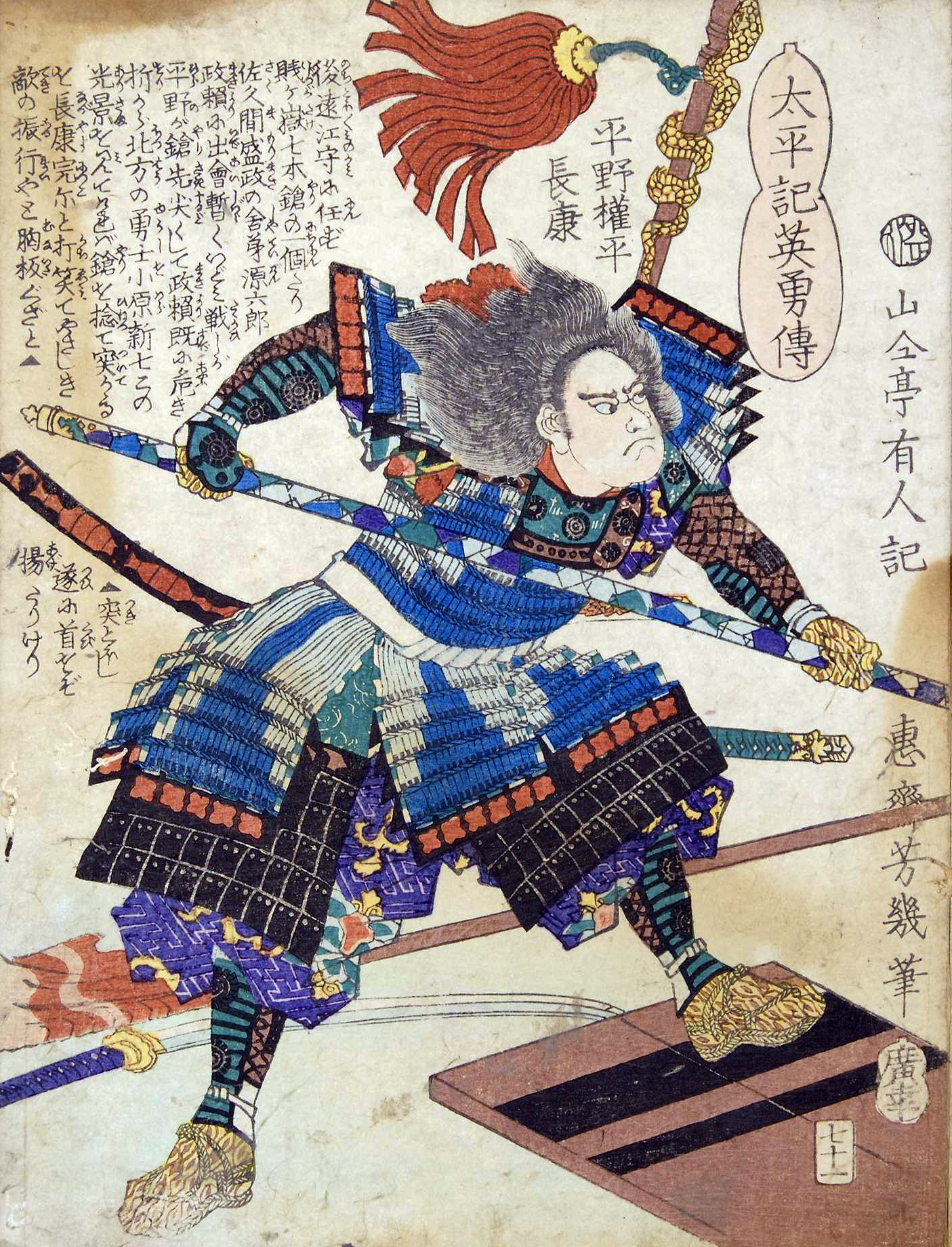
Portrait of Hirano Nagayasu from Utagawa Yoshiiku's Heroes of the Taiheiki

هیرانو ناگایاسو (به ژاپنی: 平野長泰 Hirano Nagayasu) (۱۵۶۶–۱۶۲۸ میلادی) یک سامورایی ژاپنی در خدمت تویوتومی هیده‌یوشی در دوره آزوچی–مومویاما و اوایل دوره ادو بود.